# Soudečkové ložisko

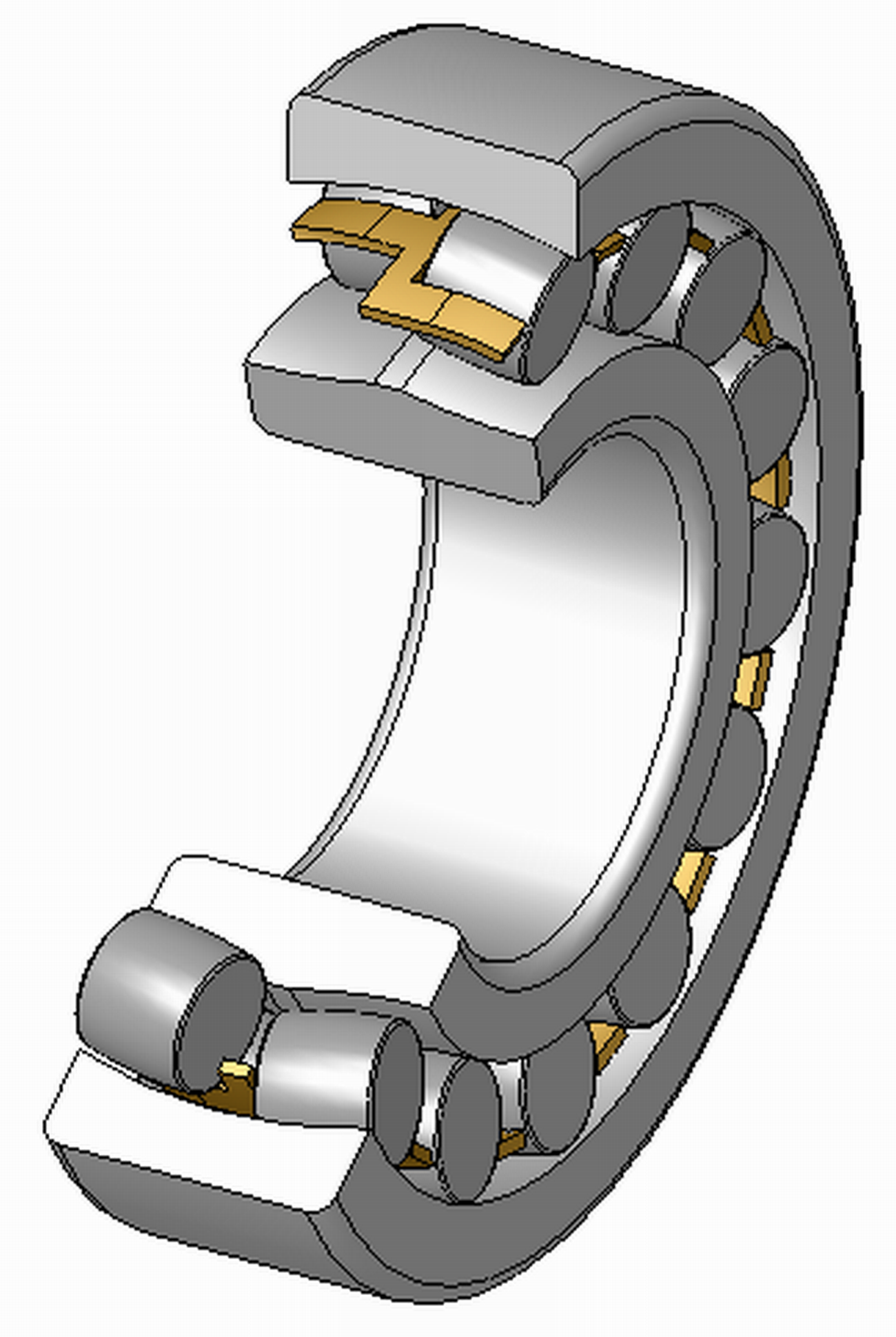
Soudečkové ložisko v řezu

Soudečkové ložisko je druh valivého ložiska, mající dvě řady symetrických valivých těles soudkovitého tvaru a společnou kulovou oběžnou dráhu na vnějším kroužku. Dvě oběžné dráhy na vnitřním kroužku svírají určitý úhel s osou ložiska. Střed oběžné kulové oběžné dráhy vnějšího kroužku se nachází v ose ložiska. Soudkovitý tvar valivých těles umožňuje nesouosost vnějšího a vnitřního kroužku.
Soudečková ložiska jsou naklápěcí podobně jako kuličková ložiska. Mají vysokou účinnost a dokáží přenášet velké radiální a axiální zatížení v obou směrech. Samotřecí soudečky mají nízké tření a díky tomu neprodukují velké teplo. Ložiska jsou nejčastěji vybavena pevnými klecemi okénkového nebo hřebenového typu.

## Konstrukce
Soudečková (radiální) ložiska se obvykle vyskytují jako dvouřadá ložiska, ty umožňují odolat nejen velmi velkým radiálním zatížením ale dokáží odolávat i většímu axiálnímu zatížení. Existují i jako jednořadé varianty, která jsou vhodná pro nižší radiální zatížení a prakticky žádné axiální zatížení.

Dvouřadé soudečkové ložisko
Jednořadé soudečkové ložisko.

Kromě těchto radiálních jsou soudečková ložiska k dispozici i jako axiální ložiska.

Axiálním soudečkovým ložiskem.